# Geografia do Iraque
Grandes áreas do Iraque consistem de deserto, mas a zona entre os dois grandes rios Tigre e Eufrates é fértil, graças aos rios e aos cerca de 60 milhões de metros cúbicos de sedimentos que a sua água carrega até ao delta todos os anos. O norte do país é principalmente montanhoso, e o ponto mais elevado é o Haji Ibrahim com 3 600 m. O Iraque possui uma pequena costa no golfo Pérsico. Perto da costa e ao longo do Xatalárabe havia pântanos, mas muitos foram drenados ao longo da década de 1990.
O clima local é essencialmente desértico com invernos suaves a frios e verões quentes, secos e sem nuvens. As regiões montanhosas do norte têm invernos frios com grandes nevões ocasionais, que por vezes provocam inundações. A capital, Bagdá, situa-se no centro do país, nas margens do Tigre. As outras cidades principais são Baçorá no sul e Moçul no norte. Considera-se que o Iraque é um dos quinze países que compõem o chamado "berço da Humanidade".